# Pelomyiella mongolica
Pelomyiella mongolica är en tvåvingeart som beskrevs av Soos 1978. Pelomyiella mongolica ingår i släktet Pelomyiella och familjen Canacidae.
Artens utbredningsområde är Mongoliet. Inga underarter finns listade i Catalogue of Life.